# Erweiterung (Zahnersatz)

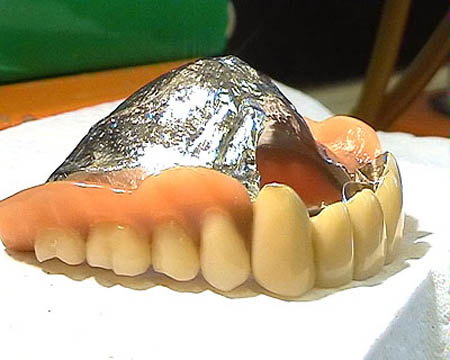
Teleskopprothese: eine an Teleskopkronen befestigte Teilprothese

Eine Erweiterung nennt man eine Umarbeitung von herausnehmbarem Zahnersatz.  Eine Teilprothese ersetzt fehlende Zähne. Wenn bei einer eingegliederten Teilprothese in der Folge ein oder mehrere weitere Zähne extrahiert (entfernt) werden müssen, kann in bestimmten Fällen die bestehende Teilprothese um die dann neu fehlenden Zähne ergänzt – erweitert – werden.
Die Teilprothese ist meist mit Halteelementen (Klammern, Geschiebe, Teleskopkronen) am Restgebiss oder Implantaten befestigt. Diente ein extrahierter Zahn als Halte- und/oder Stützpfeiler, dann muss gegebenenfalls im Rahmen der Erweiterung das Haltelement an einem anderen Zahn zusätzlich neu angefertigt werden.